# Halla Tómasdóttir

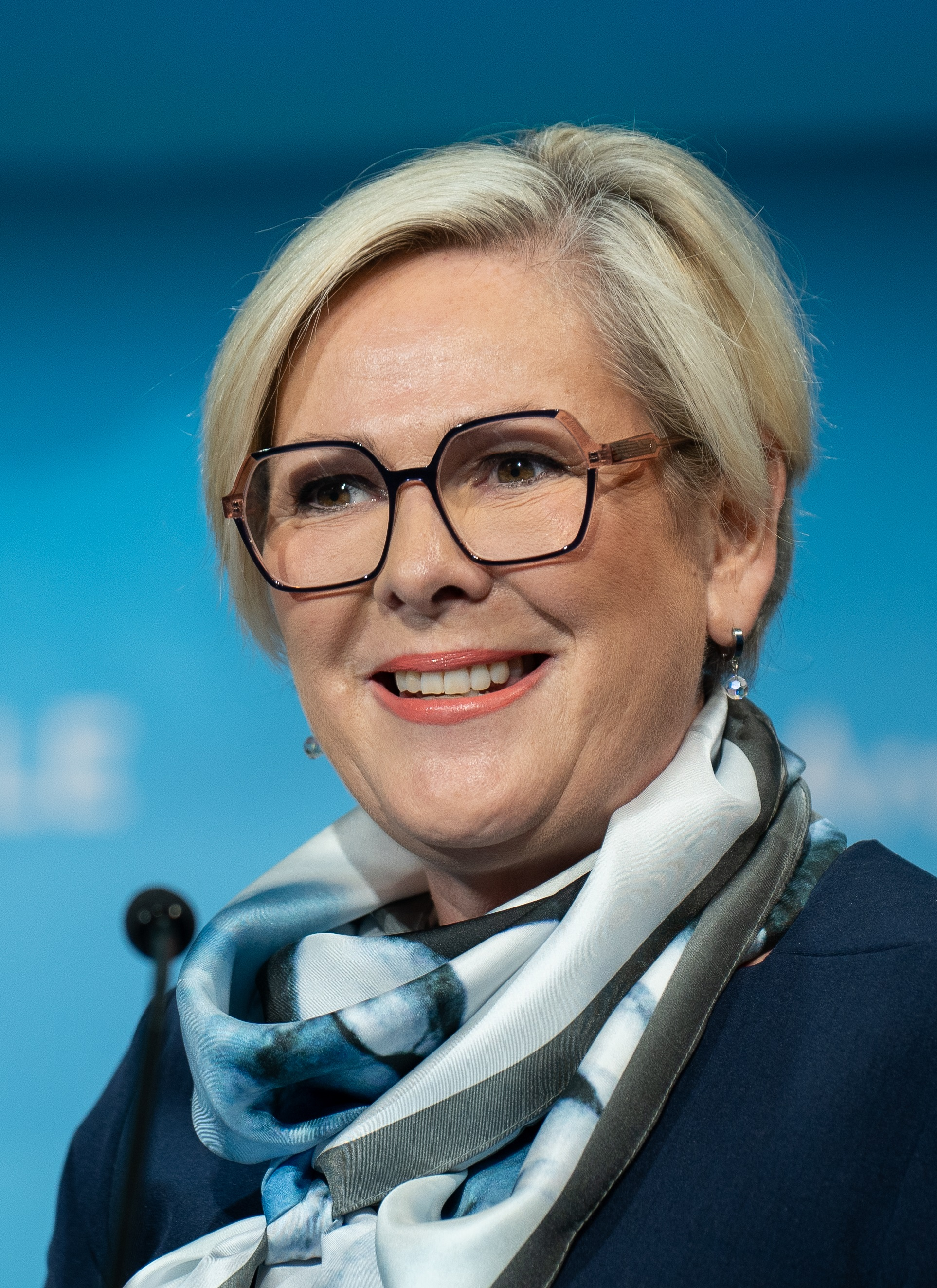
Halla Tómasdóttir.

Halla Tómasdóttir (Ausspracheⓘ; * 11. Oktober 1968 in Reykjavík) ist eine isländische Geschäftsfrau und Politikerin. Sie ist seit 2024 Präsidentin Islands.

## Leben
Halla Tómasdóttir wuchs in Kópavogur auf. Sie lebte zehn Jahre in den Vereinigten Staaten, wo sie unter anderem für die Konzerne Mars und PepsiCo tätig war, sowie knapp zwei Jahre im Vereinigten Königreich und in Dänemark. Sie hat einen MBA von der Thunderbird School of Global Management in Glendale in Arizona.
Von 2006 bis 2007 war Halla Generaldirektorin der isländischen Handelskammer (Viðskiptaráð Íslands). 2007 gründete sie mit der Bankerin Kristín Pétursdóttir die Finanz- und Investmentgesellschaft Audur Capital (isländisch Auður Capital), die für sich in Anspruch nahm, „weibliche Werte“ in die Finanzwelt zu bringen und in nachhaltige Projekte zu investieren. Nach dem Ausbruch von Islands Finanzkrise 2008–2011 war Audur Capital eine der wenigen Unternehmen im isländischen Finanzsektor, die noch Gewinne machten. Halla Tómasdóttir und Kristín Pétursdóttir wurden für das Projekt 2009 mit einem Cartier Women’s Initiative Award ausgezeichnet. 2014 fusionierte Audur Capital mit dem 1999 gegründeten Finanzdienstleister Virðing.

## Persönliches
Mit Stand 2016 wohnte Halla mit ihrem Ehemann und zwei Kindern in Kópavogur. Neben ihrer isländischen Muttersprache spricht Halla Tómasdóttir fließend Englisch und beherrscht außerdem Spanisch, Deutsch und die skandinavischen Sprachen.

## Präsidentschaftskandidaturen

### 2016
Im März 2016 erklärte Halla Tómasdóttir, als Kandidatin zur Präsidentschaftswahl anzutreten. Gemäß der Website zu ihrer Kampagne wollte sie sich für eine gerechte Gesellschaft einsetzen, in der „Menschen und die Natur an erster Stelle stehen“. In Wahlumfragen bewegte sich die Unterstützung für Halla Tómasdóttir lange im einstelligen Prozentbereich, hatte jedoch in den Wochen vor dem Wahltermin wieder zugenommen und wurde in einer Auswertung mehrerer Umfragen vom 5. Juni 2016 mit 7,5 % angegeben. Nach einer Umfrage des Sozialwissenschaftlichen Forschungsinstituts der Universität Island (Félagsvísindastofnun HÍ), deren Ergebnisse am 13. Juni veröffentlicht wurden, war die Unterstützung für Halla auf 12,3 % angestiegen. Bereits in einer Umfrage des Instituts MMR, die vom 22. bis 26. April durchgeführt wurde (als der amtierende Präsident Ólafur Ragnar Grímsson noch als Kandidat galt und Guðni Th. Jóhannesson seine Kandidatur noch nicht bekanntgegeben hatte), hatte sie 8,8 % erreicht.
Mit 27,9 % der Stimmen stand Halla Tómasdóttir in den Wahlresultaten an zweiter Stelle nach Wahlsieger Guðni Th. Jóhannesson (39,1 %). Angesichts der Umfragewerte galt dieses Resultat als überraschend. Zuletzt hatten Umfragen nicht mehr als 18,6 % für Halla Tómasdóttir prognostiziert.

### 2024

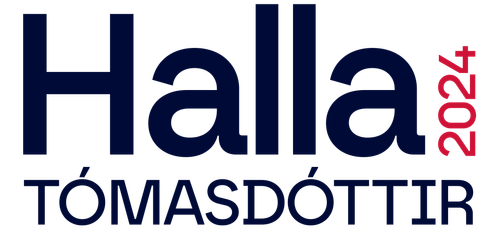
Logo für die Wahlkampagne 2024

Im März 2024 kündigte Halla Tómasdóttir an, als Kandidatin zur Präsidentschaftswahl 2024 anzutreten. Amtsinhaber Guðni Th. Jóhannesson hatte sich nicht zur Wiederwahl gestellt. Halla gehörte zu den zwölf Kandidatinnen und Kandidaten, deren Wahlteilnahme nach Ablauf der Frist für das Einreichen von Kandidaturen am 26. April 2024 offiziell bestätigt wurde. Ähnlich wie schon bei der Wahl 2016 nahm die Unterstützung für Halla Tómasdóttir in den Wahlumfragen beginnend bei anfänglich niedrigen Werten im einstelligen Prozentbereich mit dem Näherrücken des Wahltermins zu. In einer Umfrage des Instituts Maskína vom 23. Mai 2024 lag sie mit 18,6 % auf dem zweiten Platz hinter der ehemaligen Premierministerin Katrín Jakobsdóttir (25,7 %), und vor Baldur Þórhallsson (18,2 %).
Halla gewann die Wahl mit 34,3 % der Stimmen. Zweitplatzierte wurde Katrín Jakobsdóttir mit 25,2 %, an dritter Stelle stand Halla Hrund Logadóttir mit 15,5 %. Halla Tómasdóttir übernahm das Amt am 1. August 2024.